# Pseudovermilia pacifica
Pseudovermilia pacifica är en ringmaskart som beskrevs av Imajima 1978. Pseudovermilia pacifica ingår i släktet Pseudovermilia och familjen Serpulidae. Inga underarter finns listade i Catalogue of Life.